# Élection du chef de l'État des Samoa de 2022
L'élection du chef de l'État des Samoa a lieu au suffrage indirect le 23 août 2022.
Le Chef de l'État sortant Va'aletoa Sualauvi II, éligible pour un second et dernier mandat, est réélu à l'unanimité par les membres du Fono.

## Contexte

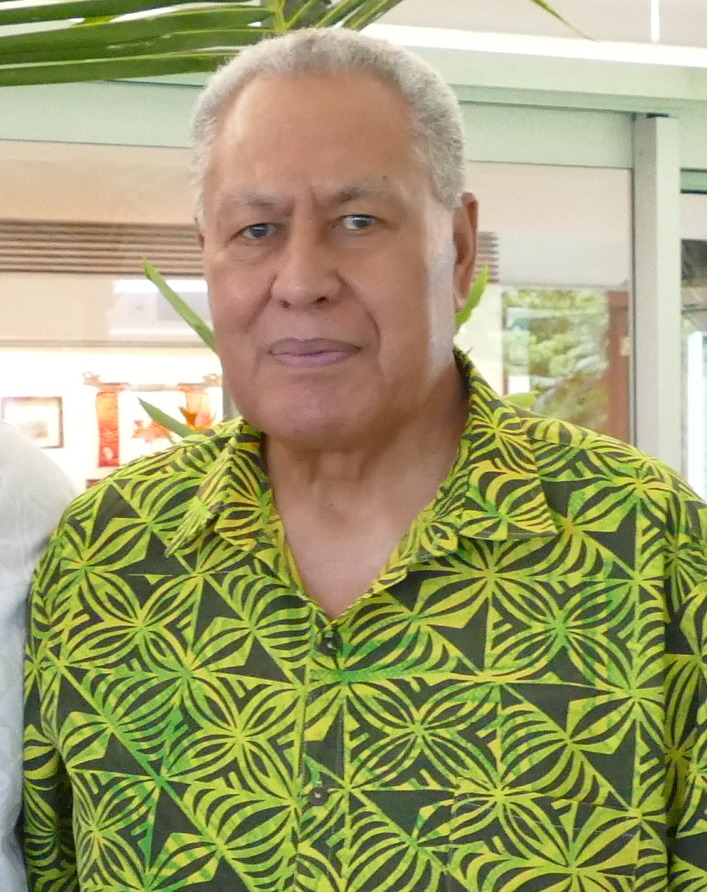
Va'aletoa Sualauvi II.

Le scrutin de 2017 voit l'élection à l'unanimité de Va'aletoa Sualauvi II, héritier du titre de Tuimaleali'ifano, l'un des quatre titres tama ʻaiga de la haute aristocratie locale. C'est alors la troisième fois seulement que le chef d'état samoan est élu. Lors de l'indépendance en 1962, Tupua Tamasese Mea'ole et Malietoa Tanumafili II étaient en effet devenu conjointement chefs de l'État à vie. Après la mort du premier en 1963 celui ci n'est pas remplacé, et le second demeure seul chef de l’État jusqu'à sa mort en 2007. Le Fono décide alors d'élire son successeur Tufuga Efi non plus à vie mais pour un mandat de cinq ans. Il est reconduit en 2012, mais ne se représente pas en 2017, et l'élection de Va'aletoa Sualauvi II intervient ainsi pour cinq ans. Élu le 5 juillet 2017, il prête serment le 21 juillet suivant,. 
En février 2019, le Fono amende la constitution afin de limiter le Chef d’État à un total de deux mandats, soit dix ans. Une réélection est ainsi possible une seule fois, de manière consécutive ou non.
La candidature de Va'aletoa Sualauvi II ayant été proposée en 2017 par le Premier ministre Sa'ilele Malielegaoi, sa reconduction fait l'objet de doutes, l'opposition ayant remporté les élections législatives d'avril 2021 et portée Naomi Mata'afa au poste de Premier ministre à l'issue d'une crise politique de plusieurs jours. La crise décale par ailleurs les sessions du Fono, contraignant ce dernier à voter une extension du mandat du chef de l'Etat avant son expiration le 21 juillet 2022, la constitution imposant la tenue de l'élection dans les soixante jours précédant la fin du mandat.

## Mode de scrutin
Le Chef de l'État des Samoa est élu au suffrage indirect et secret par les membres du Fono pour un mandat de cinq ans renouvelable une seule fois. La constitution ne précise pas le mode de scrutin utilisé, le vote intervenant simplement sur le candidat proposé par le gouvernement. Toutes les élections organisées depuis 2007 ont vu le candidat en question élu à l'unanimité par le Fono,.
La Constitution impose pour seules conditions de candidatures celles imposées aux candidats aux élections législatives, c'est-à-dire posséder la nationalité samoane et ne pas souffrir d'une peine d'inéligibilité. La coutume veut cependant que le chef de l'État soit choisi parmi les chefs issus de l'une des quatre grandes dynasties autochtones : Malietoa, Mataʻafa, Tupua Tamasese, et Tuimalealiʻifano. Le chef de l'État est par conséquent choisi parmi les tamaʻaiga,.

## Résultats
Va'aletoa Sualauvi II est réélu chef de l'état le 23 août 2022 à l'unanimité des membres du Fono. Le vote intervient après un discours de Naomi Mata'afa au Fono dans lequel la Première ministre souligne que le pays à travers le parlement fait toujours honneur aux tamaʻaiga, mais que le poste de Chef de l’État reste néanmoins ouvert à tous. Elle rappelle également que les récentes révisions de la constitution ont instituées une limite à deux mandats, et aboli l'obligation de référer au chef de l'état par le titre « sa majesté le chef de l'état ». La prise de serment de Va'aletoa Sualauvi II pour son second mandat intervient dès le lendemain 24 août,,.